# Euphorbia lactea
Euphorbia lactea ist eine Pflanzenart aus der Gattung Wolfsmilch (Euphorbia) in der Familie der Wolfsmilchgewächse (Euphorbiaceae).

## Beschreibung
Die sukkulente Euphorbia lactea wächst als reich verzweigter Strauch oder kleiner Baum bis 3 Meter Höhe. Die aufrechten Zweige sind dreikantig und bis 5 Zentimeter dick. Sie sind durch Einschnürungen in längliche Abschnitte gegliedert und in Längsrichtung mit weißlichen Verfärbungen marmoriert. Die leicht geflügelten Kanten sind buchtig. Die Dornenschildchen erreichen einen Durchmesser von 3 bis 5 Millimeter. Es werden breit spreizende Dornen mit einer Länge von 4 bis 6 Millimeter ausgebildet. Die sitzenden und kreisrunden Blätter werden 3 Millimeter groß und sind vergänglich.
Blüten und Früchte sind unbekannt.

## Verbreitung und Systematik
Euphorbia lactea ist in Kultur weit verbreitet. Im tropischen Asien, in Westindien und in Florida ist sie in der Natur verwildert anzutreffen. Vermutlich ist diese Art eine Hybride.
Die Erstbeschreibung der Art erfolgte 1812 durch Adrian Hardy Haworth. Synonyme sind Euphorbia lactea Royle (1832), sowie Euphorbia glacialis Banal (1835).